# 新田日和
新田日和（日语：／ Nitta Hiyori，1997年7月1日—）是日本的女性聲優，東京都出身。血型B型。ARTSVISION所屬。

## 人物
開始準備國中考試的小學5年級時受到《Heartcatch 光之美少女！》感動，而有了「想成為光之美少女」的想法，並意識到聲優這個職業的存在，之後更有了想在10年以內成為光之美少女的願望。
國中三年級時進入日本播音演技研究所立川分校就讀，高中一年級時進入代代木校，並加入ARTSVISION。
出道作為電視動畫《信長之槍》。《人生諮詢電視動畫「人生」》的遠藤梨乃一角則是初次飾演的主要角色。
憧憬的聲優為喜多村英梨。之後也想像喜多村一樣成為演技、唱歌、談話都很擅長的聲優。

## 演出作品
※粗體字為主要角色。

### 電視動畫
2014年
- 信長之槍（村主、女兒）
- 人生諮詢電視動畫「人生」（遠藤梨乃[7]）

2015年
- 魔法少女奈葉ViVid（1084）
- 歌之王子殿下 真愛革命（路人）
- 偶像大師 灰姑娘女孩 第2期（道明寺歌鈴[8]）
- 槍與面具（小籠、哈娜）
- 緋彈的亞莉亞AA（星伽粉雪）

2016年
- 疾走王子Alternative（女學生）
- Active Raid－機動強襲室第八課－（少女）
- 最弱無敗神裝機龍（女學生A、女學生C、女學生F）
- 赤髮白雪姬 第2期（女官B）
- 高校艦隊（和住媛萌）
- 小桃小栗 Love Love物語（班上女子2）
- 路人超能100（女學生）
- 魔法少女育成計劃（夏美）
- 競女!!!!!!!!（魚谷小百合）

2017年
- 新選組鎮魂歌 二分之一（京女）
- 人馬小姐不迷茫（Pretty Horn）
- 十二大戰（朋友B）

2018年
- 童話魔法使（佐渡原舞）
- 七美德（加百列）
- 賽馬娘Pretty Derby（待兼福來）
- ALICE OR ALICE～妹控哥哥與雙胞胎妹妹～（羊駝君、發霉兔）

2019年
- 粉彩回憶（淺木泉水[9]）
- 為什麼老師會在這裡！？（佐藤詩緒）
- 獵獸神兵（小孩D）
- 只要長得可愛，即使是變態你也喜歡嗎？（天使慧輝）
- 偶像學園STARS！（後輩）
- 戰×戀（蘇、西田）

2020年
- 繼怪怪守護神（水島美津里）
- 滿溢的水果塔（櫻衣乃）
- 新哆啦A夢（加油隊）
- 咒術迴戰（改造人）
- 熊熊勇闖異世界（卡琳）

2021年
- 賽馬娘 Pretty Derby Season 2（待兼福來）
- 忍者乱太郎（女忍者）
- 精靈幻想記（莎拉）

2022年
- 忍者亂太郎（忍蛋）
- 盛開的阿斯諾特莉亞 吸！（ウォルパラ）

2023年
- 冰屬性男子與無表情女子（雪泯[10]）
- 蠟筆小新（廣告加油隊2）
- 熊熊勇闖異世界 PUNCH！（卡琳）
- 偶像大師 灰姑娘女孩 U149（道明寺歌鈴）
- 【我推的孩子】（鈴城茉奈）

2024年
- 精靈幻想記2（莎拉[11]）

### OVA
2017年
- 高校艦隊（和住媛萌）

### 劇場版動畫
2015年
- 劇場版 飆速宅男（女高中生）

### 網絡動畫
2015年
- 怪物彈珠（性感壓路機員的玩家）

### 遊戲
2014年
- 激鬥學園（不死澤商子、久比野戀乃、仙水海女海、劍崎環[12]）
- 天空艦隊（奧斯特、莉切、阿爾西、洛可[2]）

2015年
- 偶像大師 灰姑娘女孩（道明寺歌鈴[13]）
- 偶像大師 灰姑娘女孩 星光舞台（道明寺歌鈴）
- 家電少女（琵莉卡[14]、美緒[15]、美由里[16]）
- （遠藤梨乃）

2016年
- LAPLACE LINK（春日真美[17]）
- 少女前線 (LWMMG）

2018年
- 天華百劍-斬（小豆長光）

2019年
- 命運之子(歡喜天）

2020年
- 閃耀幻想曲（櫻衣乃）

2021年
- Re:Stage!節奏舞步（櫻衣乃）

2023年
- 勝利女神：妮姬（安克）

### PV
2014年
- 人生諮詢電視動畫「人生」（遠藤梨乃）

2015年
- 戀愛禁止的世界（真田莉莉奈）

## 音樂

### 音樂CD
| 發售日   | 名稱                                                 | 演唱名義 | 歌曲名稱    | 備註                                       |
| 2014年   | 2014年                                               | 2014年 | 2014年      | 2014年                                     |
| -------- | ---------------------------------------------------- | --- | ----------- | ------------------------------------------ |
| 9月3日   | 人生諮詢電視動畫「人生」DVD & Blu-ray Vol.1 片尾曲CD | ［遠藤梨乃（新田日和）、九條文（豐田萌繪）、鈴木郁美（諏訪彩花）、村上繪美（大西沙織）、二階堂彩香（前田玲奈）］                                | 「」        | 電視動畫《人生諮詢電視動畫「人生」》片尾曲 |
| 10月22日 | 人生諮詢電視動畫「人生」 BD、DVD第2卷特典CD          | 遠藤梨乃（新田日和） | 「戀學」    | 電視動畫《人生諮詢電視動畫「人生」》       |
| 2015年   |                                                      | |             |                                            |
| 1月21日  | 人生諮詢電視動畫「人生」 BD、DVD第5卷特典CD          | ［遠藤梨乃（新田日和）、九條文（豐田萌繪）、鈴木郁美（諏訪彩花）、村上繪美（大西沙織）、二階堂彩香（前田玲奈）］ featuring 赤松勇樹（內匠靖明） | 「GO!GO! 」 | 電視動畫《人生諮詢電視動畫「人生」》       |
| 11月18日 | 魔物娘的同居日常原聲帶                               | ANM48（相內沙英、篠田南、千本木彩花、泊明日菜、新田日和、松田利冴）                                                                             | 「」        | 電視動畫《魔物娘的同居日常》插入曲         |
| 11月18日 | 魔物娘的同居日常原聲帶                               | ANM48（相內沙英、篠田南、千本木彩花、泊明日菜、新田日和、松田利冴）                                                                             | 「」        | 電視動畫《魔物娘的同居日常》插入曲         |

## 外部連結
- 事務所公開簡歷 （页面存档备份，存于）（日語）